# Библиомист
Библиомист (англ.  Bibliomist, укр.  Бібліоміст) — программа модернизации украинских библиотек.
Библиомист расширяет доступ к информации и современным технологиям путём оборудования около 1800 публичных библиотек (приблизительно 8 % от числа публичных библиотек) компьютерной техникой до 2014 года; обучения работников библиотек использованию новейших технологий на базе 25 тренинговых центров и повышения уровня компьютерной грамотности населения в библиотеках-участницах по всей стране; предоставления помощи библиотекам в осуществлении адвокационной деятельности и получении дополнительных ресурсов; продвижения популярности современных украинских библиотек среди широкой общественности.

## История
Библиомист — это проект в рамках инициативы «Глобальные библиотеки» Фонда Билла и Мелинды Гейтс, которая реализуется в Чили, Мексике, Ботсване, Литве, Латвии, Румынии, на Украине, в Польше, Болгарии, Вьетнаме и Молдове. Целью инициативы является поддержка свободного общественного доступа к компьютерам и Интернету во всем мире и преодоление цифрового неравенства.
Основная идея заключается в том, что доступ к информации помогает людям изменить их жизнь к лучшему и что он необходим в условиях нынешнего глобализированного общества. В рамках этой инициативы Фонд Билла и Мелинды Гейтс предоставляет финансирование для приобретения компьютерной техники, обучения библиотекарей использованию новых технологий и таким образом помогает библиотекам стать современными общественными информационными центрами.
Реализация программы «Библиомист» началась в 2009 году после проведения исследования «Публичные библиотеки Украины как место доступа граждан к информационным технологиям и Интернету»] (2008) проведенного Украинской библиотечной ассоциацией. Хотя в течение последних двух десятилетий Украина сделала значительные шаги в направлении развития экономики, значительную часть библиотек не затронули позитивные перемены. Как следствие, миллионы людей не имеют необходимой информации. Благодаря программе «Библиомист» публичные библиотеки превращаются в центры общественной жизни, где люди могут получить доступ к необходимой информации в электронном виде, а также рассчитывать на помощь квалифицированного библиотечного специалиста.

## Структура
«Библиомист» — это совместная работа таких партнерских организаций: Совет международных научных исследований и обменов на Украине (IREX), выбранный Фондом Билла и Мелинды Гейтс для реализации программы на Украине, Украинской библиотечной ассоциации (УБА), корпорации Microsoft, которая бесплатно передает публичным библиотекам Украины-участницам программы «Библиомист» программное обеспечение на сумму около 9 миллионов долларов США и Министерства культуры Украины.
Протокол о намерениях между Министерством культуры Украины и IREX по реализации проекта «Библиомист» был подписан в Киеве 8 декабря 2008 г. Министерство культуры Украины осуществляет общий контроль за деятельностью проекта.

## Деятельность программы
«Библиомист» предоставляет финансирование публичным библиотекам на конкурсной основе, в частности при помощи Конкурса по организации новых библиотечных услуг с использованием доступа к Интернету, «Конкурс сотрудничества библиотек з местными общинами» (малые гранты), «Учебно-инновационные библиотеки», «Библиотека идет в люди». Помимо того, библиотекари могут принимать участие в различных программах повышения квалификации, например, в инициативе «Лидер библиотечного дела», а также различных онлайн-конкурсах.

## Примеры проектов программы «Библиомист»
«Библиотека+Интернет=Вам урожай!»

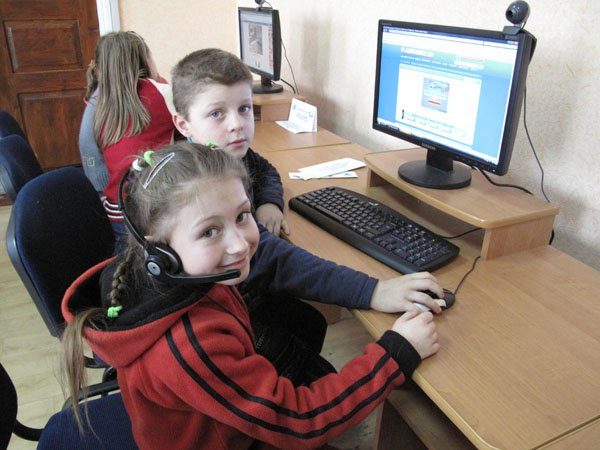
Открытие новых библиотечных услуг

В Тернопольской области фермерам удалось увеличить урожайность помидоров благодаря информации о лучших сортах, найденной через Интернет в местной библиотеке при помощи квалифицированного библиотекаря.
Помощь в поиске работы? Спроси свою библиотеку!
Бывшей учительнице Татьяне Нишкур из Херсона было сложно найти работу после того, как её сократили. В библиотеке ей помогли создать бизнес-план, по которому она создала своё предприятие по аренде байдарок и предоставлению туристических услуг. Сейчас Татьяна является владелицей небольшого частного предприятия и продолжает посещать библиотеку, где ей предлагают услуги доступа в Интернет.
«Библиотека +» представляет библиотрамвай
Победитель конкурса сотрудничества библиотек с местными сообществами, Центральная библиотека для детей и юношества г. Львова, осуществила проект «Библиотека +», в рамках которого читатели украсили трамвай рекламой библиотек и информации об их услугах. Для Библиотрамвая выбрали маршрут, по которому расположены несколько библиотек, а остановки переименовали на библиотечный лад. Во время поездки пассажиров ждали конкурсы, презентации новых книг, мультимедийных ресурсов и клубов.
Тернопольская областная библиотека для молодежи — 2.0 в вашу пользу
Тернопольская областная библиотека для молодежи учит пользоваться технологиями Web 2.0 и демонстрирует их преимущества на практике группам работников методических отделов и юношеских структурных подразделений ЦБС области, работников школьных и вузовских библиотек области, воспитанников Тернопольского приюта «Вифлеем», лидеров общественных организаций инвалидов области, и всем, кто посещает Тернопольскую ОЮБ.
Государственное учреждение «Государственная библиотека Украины для юношества» — безопасное и приветливое веб-пространство
Проект Государственной библиотеки Украины для юношества посвящён веб-общению и нетикету. Он базируется на Всеукраинском социологическом исследовании, результаты которого показали, что 57,8 % респондентов не знают, что в Интернете нужно придерживаться определённой культуры общения, а свыше 90 % опрошенных подтвердили желание узнать больше о нетикете и предложили удобные для них способы получения информации. В ответ Государственная библиотека для юношества разрабатывает и проводит тренинги по формированию сетевой культуры для специалистов (библиотечные сотрудники, работники учебных заведений), родителей, юношества и молодежи.